# GeneraSion
GeneraSion es una banda de rock cristiano proveniente de Maracaibo, Venezuela, fundada en 2008 por Alexis Principal, Alex Martínez y Robert Rangel. Actualmente, Alexis Principal, Douglas D'Lima y Maikol Luzardo conforman la banda. Poseen tres producciones grabadas, de las cuales, dos han sido nominadas en los Premios Arpa y Premios Grammy Latinos de 2012 y 2016 en la categoría Mejor Álbum Cristiano en Español.

## Biografía
GeneraSion da sus primeros pasos en el año 2004, como ministerio juvenil, llevando a cabo varios eventos, un programa de radio y una banda musical, en su ciudad natal Maracaibo, Venezuela. Alexis Principal, líder y fundador vio la música como una vía eficaz de transmitir un mensaje de reto a la juventud que aun conociendo a Jesús se quedaba sentada en una banca siendo testigo más no protagonista. Alex Martínez sería el primero en incluirse en el proyecto. Ambos se conocieron muy pequeños, ya que tocaban en la banda de la misma iglesia a la cual asistían junto con sus padres. El tercero en integrarse fue el vocalista de la banda; Robert Rangel, quien seguía un sueño, pero de manera muy personal, como solista. En pleno desarrollo de su producción, termina colaborando como guitarrista de la banda. Por último, se sumó el bajista de la banda, Daniel, “El Chino”. Poco a poco la música fue tomando un mayor peso dentro del ministerio, resultando en la primera producción discográfica de la banda de rock GeneraSion titulada Más que Palabras en el año 2008.
Sus temas fueron bien recibidos en las emisoras de radio de Venezuela y aún fuera del país. Los tres videoclips que acompañaron a este álbum se ubicaron en los primeros lugares de prestigiosos canales de televisión como Enlace Juvenil, en donde el tema «Alaba», una versión rock de la canción de Danny Berrios, se posicionó en el número 5 dentro de los diez videoclips más solicitados del año 2009.
En ese mismo año, se presentaron en el programa SesioneS con Alejandro Franco, siendo la primera banda cristiana que logra tocar en vivo en esa plataforma.
En marzo de 2011, la banda GeneraSion viaja por segunda vez a Costa Rica para participar en el programa “El Show de los Jóvenes”, en vivo y directo para todo el mundo a través de la señal de Enlace Juvenil y Enlace TBN, junto a salmistas como Funky y Pescao Vivo. En dicho programa, se lanza el videoclip del sencillo promocional «Yo Soy GeneraSion», tema grabado a dúo junto al exponente de la música urbana Redimi2. En los Premios Arpa 2012, este material audiovisual ganó el galardón como "Mejor Video Musical".
En el mes de mayo del año 2011, GeneraSion se hace presente en Expolit, feria latina de la música y la literatura cristiana, en la Ciudad de Miami, allí se reúne con varias casas disqueras interesadas en su nuevo proyecto discográfico, siendo Rejoice Music la empresa con la que finalmente firman. A finales de ese mismo año, GeneraSion lanza su segunda producción discográfica Yo Soy GeneraSion, con un estilo mucho más maduro, impregnado de un profundo sentido de identidad. Esta producción fue posteriormente nominada como "Mejor Álbum Cristiano" en los Premios Grammy Latinos de 2012, y "Mejor álbum de Rock" en los Premios Arpa de 2013.
En 2015, promocionaron «Canta con nosotros» como sencillo para su tercer álbum titulado Ciudad de Luz, ⁣ el cual, se lanzaría en 2016, y sería nuevamente fue considerado como "Mejor álbum cristiano", siendo solo nominado en los Premios Grammy Latinos de 2016.
Tras cinco años de ausencia, la banda de rock relanza su carrera musical con el estreno del sencillo promocional «No Tendré Temor», compuesta por Robert Rangel y Alexis Principal y producida por Douglas D’Lima.

## Integrantes
| - Alexis Principal - Líder, voz y guitarra - Maikol Luzardo - Batería - Deco Oliveira - Bajo | - Robert Rangel - voz principal y guitarra - Alex Martínez - Batería - Daniel "El Chino" - Bajo - Douglas D'lima - Guitarra |

## Discografía

### Álbumes de estudio
- 2008: Más que palabras
- 2012: Yo soy GeneraSion
- 2016: Ciudad de Luz